# Leonora Sparkes
Lenora Béatrice Sparkes (1879 - 8 juin 1969) est une mezzo-soprano américano-britannique qui a fait partie de la troupe du Metropolitan Opera de New York dans les années 1910,.

## Biographie
Elle est née en 1878, dans le Gloucestershire, en Angleterre, ses parents sont Jacob Sparkes and Elizabeth Mountain. Andreas Dippel (en) l'entend chanter à Covent Garden et lui offre un contrat au Metropolitan Opera en 1908.
Elle apparaît lors de la première américaine de Boris Godounov au Metropolitan Opera dans le rôle de la Tsarevna Xenia Borisovna, le 19 mars 1913, dirigé par  Arturo Toscanini.
Elle chante avec Enrico Caruso trois fois, y compris dans la production du Met d'Aida en 1913. Sa carrière se déroule principalement à Londres et à New York, mais elle a aussi chanté à Paris.
Elle meurt à Érié, en Pennsylvanie, à l'âge de 90 ans.